# Goran Ćosić
Goran Ćosić (cyr. Горан Ћосић; ur. 21 maja 1976 w Čačaku) – serbski piłkarz występujący na pozycji obrońcy.

## Kariera
Pierwszym klubem Ćosicia był Borac Čačak, gdzie występował przez dwa sezony, rozegrał 38 spotkań i strzelił 2 bramki. W sezonie 2001/2002 przeszedł do FK Železničar Lajkovac. Jego następnym klubem był polski Hetman Zamość. Następnie odszedł do ukraińskiego Krywbasu Krzywy Róg. W 2003 roku został zawodnikiem jordańskiego Al-Faisaly Amman. Z tym klubem zdobył mistrzostwo oraz puchar krajowy. W późniejszym okresie grał także w rodzimych FK Jedinstvo Putevi i FK Sevojno.

## Sukcesy
- Mistrzostwo Jordanii: 2003/2004
- Puchar Jordanii: 2003/2004